# Brazylia na Letnich Igrzyskach Olimpijskich 1952
Brazylię na Letnich Igrzyskach Olimpijskich 1952 w Helsinkach reprezentowało 97 zawodników (92 mężczyzn i 5 kobiet) w 14 dyscyplinach.

## Zdobyte medale
| Medal | Zawodnik                  | Dyscyplina    | Konkurencja            |
| ----- | ------------------------- | ------------- | ---------------------- |
| Złoto | Adhemar Ferreira da Silva | Lekkoatletyka | Trójskok               |
| Brąz  | José da Conceição         | Lekkoatletyka | Skok wzwyż             |
| Brąz  | Tetsuo Okamoto            | Pływanie      | 1500 m stylem dowolnym |

## Reprezentanci

### Boks
- Nelson Andrade
- Paulo Cavalheiro
- Alejandro Dibes
- Pedro Galasso
- Lucio Grotone
- Celestino Pinto

### Jeździectwo
- Pericles Cavalcanti
- Renildo Ferreira
- Eloy de Menezes
- Alvaro de Toledo

### Koszykówka
- Algodão
- Almir
- Angelim
- Bráz
- Mayr Facci
- Godinho
- Mário Jorge
- Thales
- Tião
- Zé Luiz
- Alfredo da Motta
- Ruy de Freitas
- Raymundo dos Santos

### Lekkoatletyka
- Wilson Carneiro
- Argemiro Roque
- José da Conceição
- Adhemar da Silva
- Hélcio da Silva
- Geraldo de Oliveira
- Ary de Sá

### Pięciobój
- Aloysio Borges
- Eric Marquez
- Eduardo de Medeiros

### Piłka nożna
- Adésio
- Carlos Alberto
- Édson
- Humberto
- Jansen
- Larry
- Mauro
- Milton
- Vavá
- Waldir
- Zózimo

### Piłka wodna
- Claudino Castro
- Lucio Figueirêdo
- João Havelange
- Douglas Lima
- Henrique Melmann
- Edson Peri
- Sérgio Rodrígues
- Leo Rossi
- Samuel Scheimberg
- Daniel Sili
- Márvio dos Santos

### Pływanie
- Aram Boghossian
- Ricardo Esperard
- João Gonçalves Filho
- Adhemar Grijó Filho
- Haroldo Lara
- Octavio Mobiglia
- Tetsuo Okamoto
- Fernando Pavan
- Ilo da Fonseca
- Sylvio dos Santos
- Piedade Coutinho-Tavares
- Edith de Oliveira

### Podnoszenie ciężarów
- Bruno Barabani
- Silvino Robin
- Valdemar de Silveira

### Skok do wody
- Richard Arie
- Milton Busin

### Strzelectwo
- Alberto Braga
- Guilherme Cavalcanti
- Antônio Guimarães
- Severino Moreira
- Pedro Simão
- Harvey Villela
- Jorge de Oliveira
- Álvaro dos Santos Filho

### Szermierka
- Darío Amaral
- Estevão Molnar
- César Pekelman
- Helio Vieira
- Walter de Paula

### Wioślarstwo
- Francisco Furtado
- João Maio
- Harry Mosé

### Żeglarstwo
- Alfredo Bercht
- Peter Mangels
- Cid Nascimento
- Francisco Osoldi
- Wolfgang Richter
- Tacariju de Paula